# Pensacola sylvestris
Pensacola sylvestris är en spindelart som först beskrevs av Peckham, Peckham 1896.  Pensacola sylvestris ingår i släktet Pensacola och familjen hoppspindlar. Inga underarter finns listade i Catalogue of Life.